# Université Momoyama Gakuin
L'Université Momoyama Gakuin (桃山学院大学, Momoyama Gakuin Daigaku), aussi connue sous le nom de Saint Andrew's University, est une université privée japonaise dont le campus est situé à Izumi, dans la préfecture d'Osaka.